# Trinitrophenole
Die Trinitrophenole bilden in der Chemie eine Stoffgruppe von aromatischen Verbindungen, die sich sowohl vom Phenol als auch vom Nitrobenzol ableitet. Die Struktur besteht aus einem Benzolring mit einer angefügten Hydroxygruppe (–OH) und drei Nitrogruppen (–NO2) als Substituenten. Durch deren unterschiedliche Anordnung ergeben sich sechs Konstitutionsisomere mit der Summenformel C6H3N3O7, von denen das 2,4,6-Trinitrophenol (Pikrinsäure) mit Abstand das wichtigste ist. 2,3,6-Trinitrophenol und Pikrinsäure sind kommerziell erhältlich und werden mit Wasser phlegmatisiert gelagert.
| keine Einstufung verfügbar |

| keine Einstufung verfügbar |

| Gefahrensymbol | Gefahrensymbol |

| keine Einstufung verfügbar |

| Gefahrensymbol | Gefahrensymbol |

| Gefahrensymbol | Gefahrensymbol |

| keine Einstufung verfügbar |